# Harry Heusser

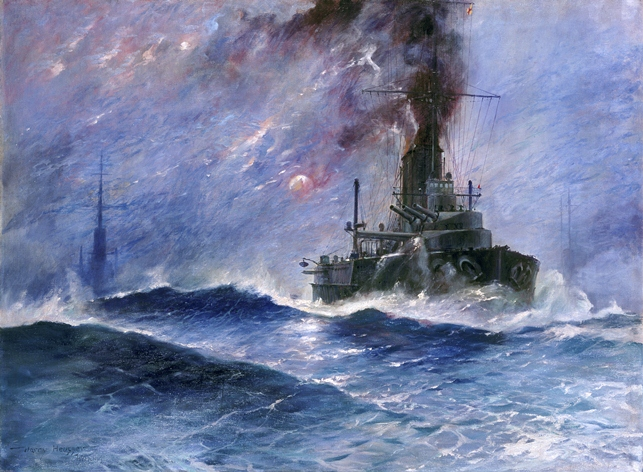
Schlachtschiffe der Viribus-Unitis-Klasse bei Sciroccowetter in der Adria, 1913

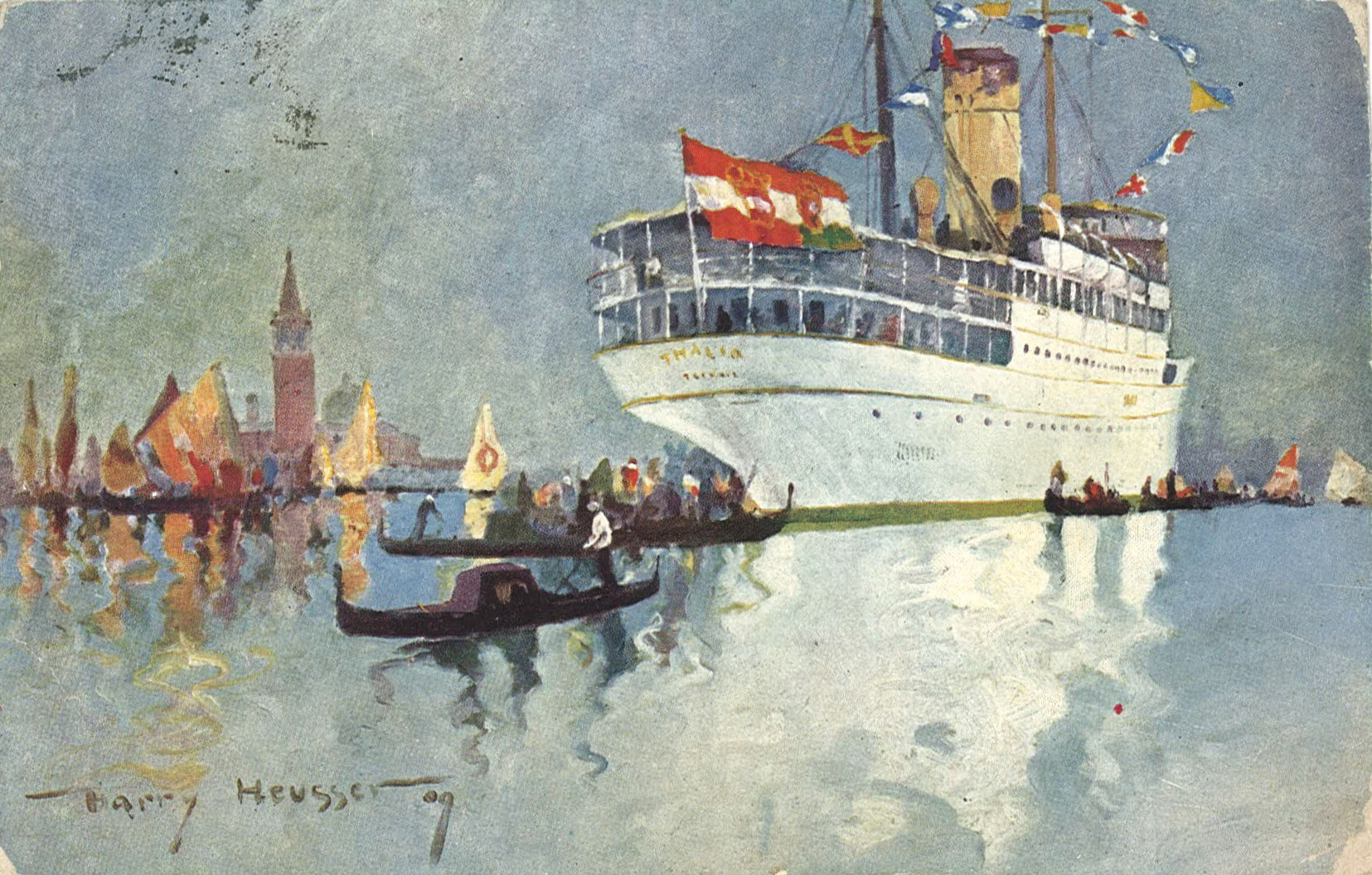
Postkarte des Österreichischen Lloyd: SS Thalia in Venedig, ca. 1910

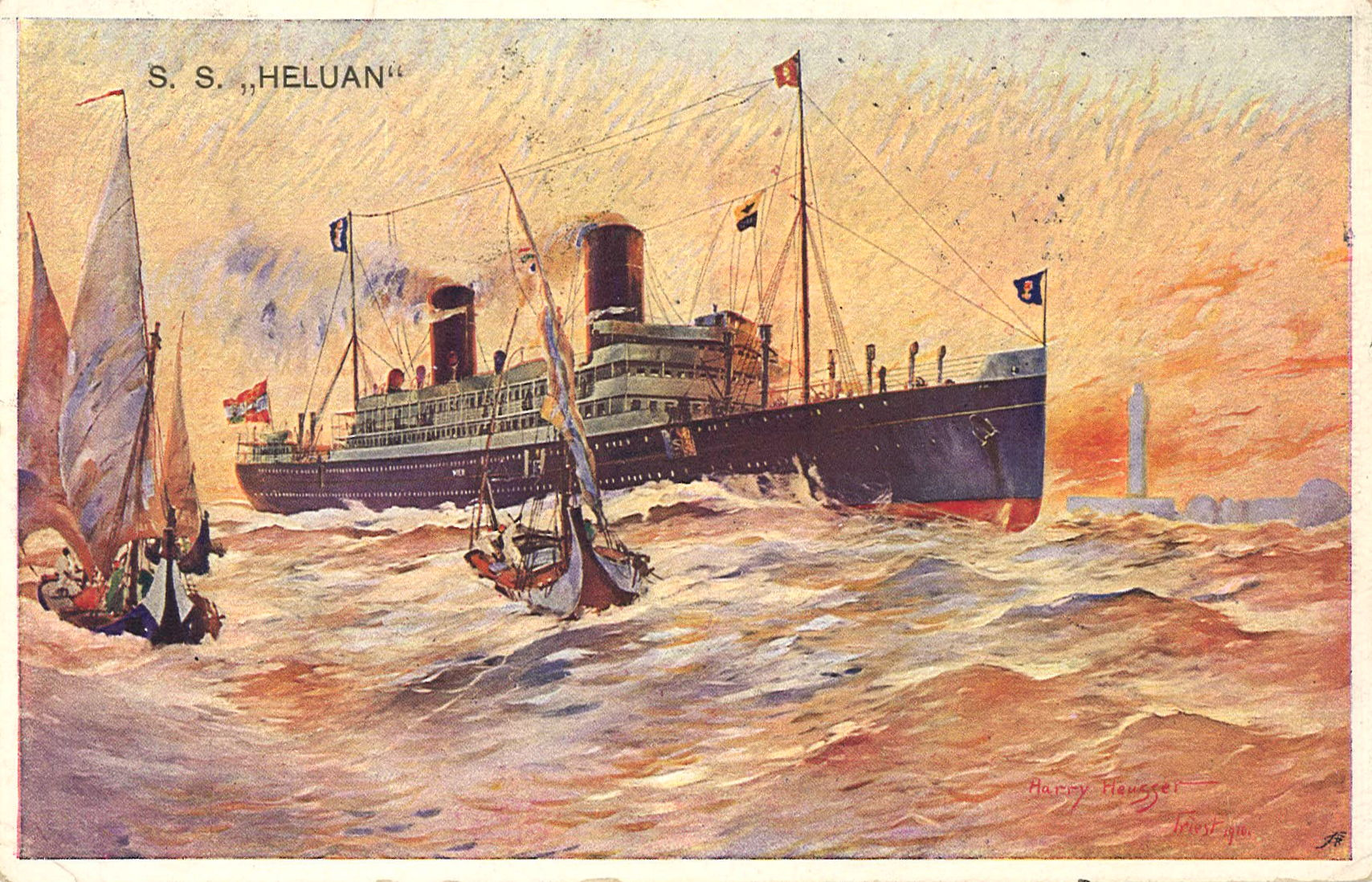
SS Helouan, Österreichischer Lloyd

Harry Heusser (auch Heinrich Heusser, * 5. Juni 1886 in Pula; † 19. Juli 1943 in Genf) war ein österreichisch-schweizerischer Marinemaler und Grafiker.

## Leben und Werk
Heusser studierte an den Kunstakademien in Berlin, München und Venedig und unternahm als Marinemaler größere Seereisen. So besuchte er im Auftrag des Österreichischen Lloyd Ägypten, Palästina und Kleinasien. Für diese Reederei gestaltete er dann eine farbige Postkartenserie mit Motiven ihrer Schiffe und illustrierte die Festschrift zum 75. Unternehmensjubiläum 1911 (Wien, Thalia, Baron Gautsch).
In den Jahren von 1912 bis 1919 war er in Wien tätig; 1919 bis 1924 in Lugano; von 1924 bis 1926 in Triest, von 1927 bis 1933 in Lausanne und anschließend bis zu seinem Tod in Genf.

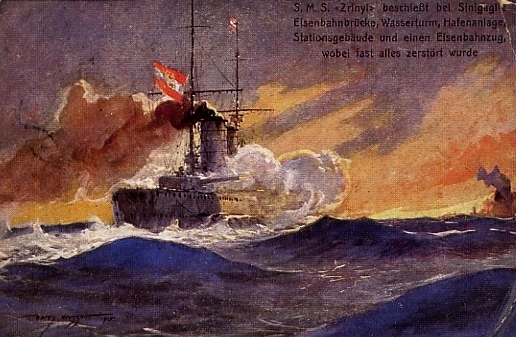
SMS Zrinyi beschießt in Sinigaglia Hafenanlagen

Während des Ersten Weltkrieges schuf er die Radierfolge „Die K. K. Flotte“, darüber hinaus zahlreiche Illustrationen für die Zeitungen Wiener Blatt, Österreichs Illustrierte Zeitung, Leipziger Illustrierte und Deutscher Schulverein, Wien. Viele seiner Gemälde sind erhalten, davon befinden sich mehrere in den Sammlungen des Heeresgeschichtlichen Museums, eine größere Zahl auch in Privatbesitz.

## Werke (Auswahl)
- Schlachtschiffe der Viribus-Unitis-Klasse im Sciroccowetter in der Adria, signiert und datiert 1913. Öl auf Leinwand, ca. 100 × 130 cm, Heeresgeschichtliches Museum, Wien